# Epeorus aculeatus
Epeorus aculeatus is een haft uit de familie Heptageniidae. De wetenschappelijke naam van de soort is voor het eerst geldig gepubliceerd in 1990 door Braasch.
De soort komt voor in het Oriëntaals gebied.